# Stefan Süß
Stefan Süß (* 28. März 1974 in Wuppertal) ist ein deutscher Wirtschaftswissenschaftler. Er ist seit 2010 Inhaber des Lehrstuhls für Betriebswirtschaftslehre, insb. Arbeit, Personal und Organisation an der Heinrich-Heine-Universität Düsseldorf.

## Werdegang
Nach dem Abitur und Zivildienst studierte Stefan Süß von 1994 bis 1998 Wirtschaftswissenschaft an der Bergischen Universität Wuppertal. Von 1999 bis 2009 war er als wissenschaftlicher Mitarbeiter, Akademischer Rat und Akademischer Oberrat am Lehrstuhl für Betriebswirtschaftslehre, insb. Organisation und Planung (Ewald Scherm) der FernUniversität in Hagen tätig. Dort wurde er im Jahr 2004 zum Dr. rer. pol. promoviert. Im Jahr 2009 erfolgte die Habilitation und Verleihung der Lehrbefugnis für Betriebswirtschaftslehre.
Seit April 2010 ist Stefan Süß Inhaber des Lehrstuhls für Betriebswirtschaftslehre, insb. Organisation und Personal, dessen Denomination im Jahr 2019 um die Spezifizierung „Arbeit“ ergänzt wurde (seither Lehrstuhl für Betriebswirtschaftslehre, insb. Arbeit, Personal und Organisation).
Stefan Süß ist Mitglied im Arbeitskreis Empirische Personal- und Organisationsforschung (AKempor) und war von 2012 bis 2014 im Editorial Board des European Management Journals. Seit 2016 ist er Mitglied im Herausgeber-Beirat des German Journal of Human Resource Management (ZfP) und seit 2019 Mitherausgeber dieser Zeitschrift. Im Rahmen seiner akademischen Laufbahn erfüllte Stefan Süß Lehraufträge u. a. an der Universität Duisburg-Essen, der Europäischen Wirtschaftshochschule ESCP-EAP Berlin, der FH St. Pölten (Österreich) und der Düsseldorf Business School. Gemeinsam mit Eva Lutz ist er seit April 2016 Sprecher der Manchot Graduiertenschule zur Wettbewerbsfähigkeit junger Unternehmen. Von Oktober 2019 bis September 2021 war Stefan Süß Vorsitzender der Wissenschaftlichen Kommission Personal im Verband der Hochschullehrer für Betriebswirtschaft.
Zudem ist Süß im Rahmen der universitären Selbstverwaltung aktiv. So bekleidete er von Oktober 2013 bis Dezember 2014 das Amt des Dekans der Wirtschaftswissenschaftlichen Fakultät der Heinrich-Heine-Universität Düsseldorf, welches er gleichermaßen seit Oktober 2018 innehat. Von Januar 2015 bis September 2017 war Stefan Süß Prorektor für Studienqualität und Personalmanagement der Heinrich-Heine-Universität Düsseldorf. Seit Mai 2016 ist er Vorsitzender des Wissenschaftlichen Beirats der Düsseldorf Business School.

## Wissenschaftliche Arbeit
Die Forschungsschwerpunkte von Süß beziehen sich im Wesentlichen auf die betriebswirtschaftlichen Funktionen Arbeit, Personal und Organisation. Die Forschung ist interdisziplinär und empirisch ausgerichtet. Inhalte sind gegenwärtig das Personalmanagement, die Personalführung, die Flexibilisierung der Arbeit, Arbeitgeberattraktivität, Arbeitsstress sowie verschiedene Aspekte des Organizational Behavior. Diese und andere Themen schlagen sich in Publikationen in (begutachteten) internationalen und nationalen Zeitschriften, Herausgeberbänden sowie herausgeberreferierten Zeitschriften nieder. Seine Forschung wurde in Form von Drittmittelprojekten durch das Bundesministerium für Bildung und Forschung sowie den Europäischen Sozialfonds gefördert.

## Wissenstransfer
Seit 2022 ist Stefan Süß Gastgeber des Düsseldorfer HR-Podcasts und seit 2017 Gastgeber des Düsseldorfer HR-Forums.

## Auszeichnungen
In den Jahren 2015 sowie 2018 wurde ihm die Ehrenmedaille der Heinrich-Heine-Universität Düsseldorf für besondere Leistungen an der Universität verliehen. Im November 2017 wurde er mit dem Reinhard- und Emmi-Heynen-Preis für besondere wissenschaftliche Leistungen geehrt.

## Werke

### Bücher
- mit Ewald Scherm, Personalmanagement. 3. Auflage, München 2016, ISBN 978-3-8006-5283-9
- mit Stephan Kaiser und Ingrid Josephs: Freelancer als Forschungsgegenstand und Praxisphänomen: Betriebswirtschaftliche und psychologische Perspektiven. Frankfurt a. M. 2012, ISBN 978-3-631-61996-4
- Die Institutionalisierung von Managementkonzepten: Diversity-Management in Deutschland. München und Mering 2009, ISBN 978-3-86618-332-2
- Internationales Personalmanagement: Eine theoretische Betrachtung. München und Mering 2004, ISBN 978-3-87988-858-0
- mit Ewald Scherm, Internationales Management: Eine funktionale Perspektive. München 2001, ISBN 978-3-8006-2589-5

### Aufsätze in Fachzeitschriften (Auswahl)
- mit Sascha Ruhle, Presenteeism and Absenteeism at Work – An Analysis of Archetypes of Sickness Attendance Cultures, in: Journal of Business and Psychology 35, S. 241–255
- mit Robin Stumpf, The Valuation of Social Media Voice: An Experimental Investigation, in: Management Revue 33(3), S. 240–268
- mit Annika Pestotnik, How do idiosyncratic deals influence employees’ effort-reward imbalance? An empirical investigation of the role of social comparisons and denied i-deals, in: The International Journal of Human Resource Management 34(5), S. 1015–1043
- mit Rouven Kollitz und Sascha Ruhle, Recruitment practices under scrutiny: A latent-profile analysis of family firms’ approaches to recruit non-family employees, in: German Journal of Human Resource Management 33(3), S. 167–196
- mit Stefanie Faupel, The effect of transformational leadership on employees during organizational change – An empirical analysis, in: Journal of Change Management 19(3), S. 145–166